# Hargnies (Nord)
Hargnies és un municipi francès, situat a la regió dels Alts de França, al departament del Nord. L'any 2006 tenia 545 habitants.

## Demografia
| 1962                                       | 1968 | 1975 | 1982 | 1990 | 1999 |
| ------------------------------------------ | ---- | ---- | ---- | ---- | ---- |
| 402                                        | 420  | 408  | 408  | 450  | 456  |
| Des de 1962: població sense dobles comptes |      |      |      |      |      |

## Administració
| Període   | Identitat       | Partit |
| --------- | --------------- | ------ |
| 2001-2008 | Claude Lemaire  |        |
| 2008-     | Raymond Jumiaux |        |